# 二瓶英雄
二瓶 英雄（にへい ひでお、1924年3月26日 - 1999年8月9日）は日本の柔道家（講道館9段）。北海道柔道連盟副会長、北海道警名誉師範等を務めた。

## 経歴
| 段位 | 年月日（年齢）        |
| ---- | --------------------- |
| 入門 | 1939年3月31日（15歳） |
| 初段 | 1939年4月5日（15歳）  |
| 2段  | 1940年3月20日（15歳） |
| 3段  | 1941年6月12日（17歳） |
| 4段  | 1943年5月13日（19歳） |
| 5段  | 1948年8月12日（24歳） |
| 6段  | 1955年1月9日（30歳）  |
| 7段  | 1963年5月1日（39歳）  |
| 8段  | 1975年（51歳）        |
| 9段  | 1998年（74歳）        |

樺太の豊原市（現・ユジノサハリンスク）に出まれ、樺太庁豊原中学校在学中に柔道を始めた。記録上の講道館入門は1939年3月付で卒業後は樺太鉄道局に勤め、太平洋戦争に伴う兵役と終戦後1947年6月までの抑留生活を経て、北海道へ引き揚げ後は札幌鉄道局（現・JR北海道鉄道事業本部）に復職。
1948年5月2日に戦後初の柔道日本一を決める全日本選手権が講道館で開催され、当時5段位の二瓶は北海道代表で出場したが初戦で徳島代表の湊庄市5段に敗れた。以後1953年まで6大会連続で北海道代表として全日本選手権に出場するも、49年は東京の石川隆彦6段に、50年は東京の羽鳥輝久6段に、51年は東京の醍醐敏郎6段に、52年は九州代表で武専出の橋元親6段に、53年は東北代表で後に世界チャンピオンとなる夏井昇吉5段にそれぞれ初戦で敗れた。1954年大会は北海道予選で9歳年長の島谷一美7段に巧妙な内股すかしで敗れ本大会への出場はならず、終に全日本大会での勝利は叶わないままとなった。
また全日本選手権と並ぶ格式を有す全日本東西対抗大会へは1951年から53年まで3大会連続で出場し、こちらは通算1分2敗という成績であった。
一方、この間二瓶は1950年より北海道警察へ奉職して警察官への柔道指導に汗を流し、二瓶の薫陶を受けた教え子は北海道全土に万余に及び、定年退職時には北海道警から“名誉師範”の称号を拝受している。
また道都大学や道都大学短期大学部の柔道部主席師範、北海道柔道整復師会附属柔道整復専門学校の師範として多くの学生・社会人を指導したほか、緻密な企画力と卓越した行動力を以って北海道柔道連盟の理事（のち理事長）の重責を担い、その指導力を如何なく発揮して道内における柔道の振興に尽力。面倒見が良く、若い選手が柔道合宿を行う際には自宅の部屋を提供し、自ら腕を振るって食事を支度する事もあったという。
また、二瓶の活躍の場は道内や日本国内にも留まらず、1974年にはカナダのアルバータ州に派遣されて2カ月間の現地指導を行い、晩年にも北海道と自身の故郷でもある樺太との少年柔道交流イベントや、北海道体育協会主催の北海道・中国黒竜江省親善スポーツ交流イベントのために奔走した。
これら永年の功績が認められ、1975年には講道館より8段位を、1998年4月28日の嘉納師範没後60周年記念式典では当時事実上の最高段位であった9段位を許された。昇段に際し二瓶は「柔道一途の私にとってこの上ない光栄と感激」と謙虚に語り、「一層心を引き締め、柔道の研鑚に務め、講道館柔道の発展に最善を尽くす所存」と意気込みを語った。
1999年7月、道柔連の役員として小樽市で開催の国体北海道予選や遠軽町で開催の紋別・北見・網走三地区対抗大会といった地方大会にも精力的に足を運んでいたが、同月下旬に風邪をこじらせて入院し、2週間後の8月9日午前9時1分に心筋梗塞のため他界した。享年76。
戦後の北海道柔道界を代表する選手として活躍し、引退後も死の直前まで全日本柔道連盟理事や北海道柔道連盟副会長兼理事長として北海道に柔道の礎を築いてその発展に身を捧げた二瓶の貢献を讃え、死後20年近く経った現在もその名を冠した「二瓶英雄杯争奪中学校柔道大会」が札幌市で開催されている。